# Pico Madejuno
Pico Madejuno está enclavado en el Macizo Central de los Picos de Europa o macizo de los Urrieles, en la divisoria entre León y Cantabria. 
Pertenece al sector montañoso donde se localizan el Tiro Llago y la Torre Blanca. Dicho sector constituye un cordal que discurre de noroeste a sureste estableciendo una divisoria natural entre Cantabria y León.